# Gyökös addíció
A gyökös addíció (AdR) olyan szerves kémiai addíciós reakció, amelyben szabad gyökök vesznek részt. Az addíció történhet két gyök, illetve egy gyök és egy nem gyök részecske között is.
A gyökös addíció alapvető lépései (gyökös láncreakció mechanizmus):
- iniciálás gyökös iniciátorral: a nem gyök prekurzorból gyök keletkezik
- láncterjedés: egy gyök reagál egy nem gyökkel, melynek során új gyök részecske keletkezik
- lánczárás: Két gyök reagál egymással, melynek eredményeként nem gyök részecske jön létre.

A gyökös reakcióhoz olyan reagens szükséges, amelyben (viszonylag) gyenge kötés található, így az (többnyire hő vagy fény hatására) képes homolitikus hasadással gyököket létrehozni. Azok a reagensek, amelyekben nem található ilyen gyenge kötés, azok valószínűleg más mechanizmus szerint reagálnak. Arilgyökös addíciós reakcióra példa a Meerwein-reakció.

## Ásványi savak addíciója alkénekre
Példaként tekintsük a hidrogén-bromid alkoxigyökkel katalizált, alkénre történő anti-Markovnyikov addícióját. Ebben a reakcióban katalitikus mennyiségű szerves peroxid szükséges ahhoz, hogy a HBr-ról a hidrogént leszakítva brómgyököt hozzon létre. Ugyanakkor a reakció teljes végbemeneteléhez ekvimoláris mennyiségű alkén és sav szükséges. Peroxid helyett UV-fénnyel történő besugárzás is használható, ebben az esetben is brómgyök keletkezik.
Vegyük észre, hogy a gyök a többszörösen szubsztituált szénatomon lesz. HCl és HI molekulákkal a gyökös addíciós reakció nem megy végbe, ugyanis mindkét reakció erősen endoterm és ezért kémiailag nem kedvezményezett.

## Fordítás
Ez a szócikk részben vagy egészben  a   Free-radical addition című angol Wikipédia-szócikk ezen változatának fordításán alapul.  Az eredeti cikk szerkesztőit annak laptörténete sorolja fel. Ez a jelzés csupán a megfogalmazás eredetét és a szerzői jogokat jelzi, nem szolgál a cikkben szereplő információk forrásmegjelöléseként.